# Sadići
Sadići (cyr. Садићи) – wieś w Czarnogórze, w gminie Bijelo Polje. W 2011 roku liczyła 89 mieszkańców.